# Conny van Rietschoten
Cornelis van Rietschoten, conocido como Conny van Rietschoten (Róterdam, 23 de marzo de 1926 - Portugal, 17 de diciembre de 2013) fue un regatista neerlandés. 
Es el único regatista del mundo que ha ganado dos veces la vuelta al mundo a vela como patrón. Ganó las ediciones de 1977-78 y 1981-82.
En ambas ocasiones ganó con yates con el nombre Flyer. El primero de ellos, con el que ganó en 1978, fue diseñado por Olin and Rod Stephens y era una versión más moderna del Swan 65 que había ganado la edición de 1973-74 (el mexicano Sayula II). El Flyer se construyó en el astillero holandés Royal Huisman Shipyard y era un queche de aluminio. El segundo Flyer, con el que ganó en 1982, era un sloop de 76 pies diseñado por Germán Frers.
Falleció de un infarto el 17 de diciembre de 2013, a los 87 años.